# Francisco López Burgos
Francisco López Burgos (1921-1996) fue un escultor español.

## Biografía

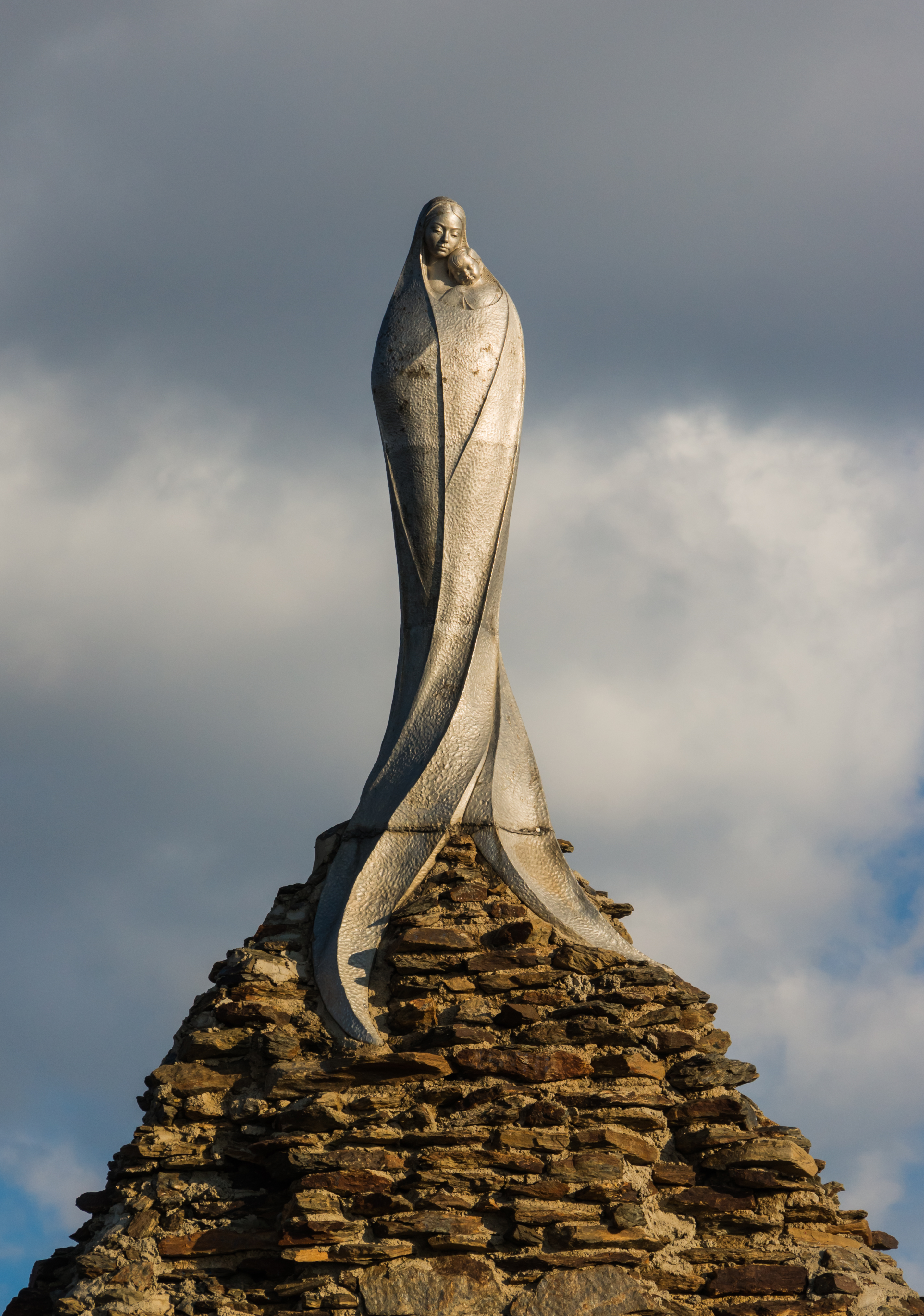
Virgen de las Nieves

Nacido el 17 de septiembre de 1921 en Granada, fue autor de obras como la Virgen de Nuestra Señora de las Nieves —por la que le fue concedido en 1954 en Premio Nacional de Escultura— y la Venus de Marbella, además de un monumento dedicado a José Antonio Primo de Rivera en Granada, que fue sustituido por otro dedicado a la infancia, también obra de López Burgos, entre otras. Falleció en 1996.